# Benzokain
A benzokain (INN: benzocaine) egy helyi érzéstelenítő gyógyszer, melyet lokális fájdalomcsillapítónak is használnak.
A VIII. Magyar Gyógyszerkönyvben Benzocainum    néven hivatalos.  

## Története
A benzokaint elsőként a németországi Eberbach város Ritsert vegyészeti cégében állították elő 1902-ben.

## Hatás
A fájdalomérzetet a szabad idegvégződések stimulálása okozza.
Ilyenkor nátrium áramlik az idegsejtben mely elektromos potenciált vált ki.
Amikor ez a potenciál elég nagy lesz, a neuron a jelet a központi idegrendszer fájdalomérzékelő központja felé továbbítja, ahol az tudatosul.
A para-aminobenzoesav (PABA) észterei (így a benzokain is) gátolják a nátrium beáramlását az idegsejtbe.

## Mellékhatások
- allergia
- methemoglobinemia